# Lobbach
Lobbach is een plaats in de Duitse deelstaat Baden-Württemberg, en maakt deel uit van het Rhein-Neckar-Kreis.
Lobbach telt 2.375 inwoners.
Altlußheim · Angelbachtal · Bammental · Brühl · Dielheim · Dossenheim · Eberbach · Edingen-Neckarhausen · Epfenbach · Eppelheim · Eschelbronn · Gaiberg · Heddesbach · Heddesheim · Heiligkreuzsteinach · Helmstadt-Bargen · Hemsbach · Hirschberg an der Bergstraße · Hockenheim · Ilvesheim · Ketsch · Ladenburg · Laudenbach · Leimen · Lobbach · Malsch · Mauer · Meckesheim · Mühlhausen · Neckarbischofsheim · Neckargemünd · Neidenstein · Neulußheim · Nußloch · Oftersheim · Plankstadt · Rauenberg · Reichartshausen · Reilingen · Sandhausen · Schönau · Schönbrunn · Schriesheim · Schwetzingen · Sinsheim · Spechbach · St. Leon-Rot · Waibstadt · Walldorf · Weinheim · Wiesenbach · Wiesloch · Wilhelmsfeld · Zuzenhausen